# Coupe des Alpes 1976
Navigation
Édition précédente Édition suivante
La Coupe des Alpes 1976 est la 16e édition de la Coupe des Alpes. C'est la 5e saison consécutive où l'on ne voit s'affronter que des clubs français et des clubs suisses. Le Servette FC remporte cette édition en battant le Nîmes Olympique en finale sur le score de 2 buts à 1.

## Participants
| Équipes suisses   | Équipes françaises | Groupes |
| ----------------- | ------------------ | ------- |
| FC Lausanne-Sport | Nîmes Olympique    | A       |
| Neuchâtel Xamax   | FC Sochaux         | A       |
| FC Bâle           | FC Metz            | B       |
| Servette FC       | FC Nantes          | B       |

## Compétition
Les équipes ne jouent pas contre leurs compatriotes ; 1 point de bonus par match remporté par 3 buts ou plus

## Finale
| Finale       | Servette FC | 2 - 1   | Nîmes Olympique | Stade des Charmilles (Genève) |                      |
| 24 août 1976 | Pfister 70e · Chivers 74e | (0-0)   | Dussaud 55e | Spectateurs : 12 000          | Spectateurs : 12 000 |
| 24 août 1976 | (rapport) |         | | Spectateurs : 12 000          | Spectateurs : 12 000 |
| 24 août 1976 | Engel - Guyot, Valentini, Bizzini (it), Martin ( 74e Zapico) - Barberis, Hussner (de), Marchi - Pfister, Chivers, Thouvenel ( 15e Barriquand). | Équipes | Orlandini - Sanlaville, Samuel, Mith, Kabile - Boissier, Girard ( 46e Moretti), Boyron, Mathieu ( 46e Dussaud) - Lozano, Dellamore. | Spectateurs : 12 000          | Spectateurs : 12 000 |

## Source
- Erik Garin. Coupe des Alpes 1976. Rsssf.com.